# Rai Mux A
Rai Mux A è uno dei multiplex della televisione digitale terrestre a copertura nazionale presenti nel sistema DVB-T italiano. Appartiene a Rai Way, società controllata da Rai.

## Frequenze
Il Rai Mux A trasmette in SFN sul canale 26 della banda UHF IV in tutta Italia, a eccezione della Sicilia dove trasmette sui canali 26 e 27 della banda UHF IV. Il multiplex sfrutta la rete precedentemente impiegata per le trasmissioni del RAI Mux 3.

## Storia

### 2021
- 20 ottobre 2021: Attivazione del mux a livello nazionale.

### 2022
- 8 marzo 2022: Eliminati Rai 1 HD e Rai 4 e aggiunti Rai 3 SD e Rai Storia. Rai Sport + HD cambia LCN da 57 a 58.
- 20 luglio 2022: Aggiunti Rai Radio 2 Visual Radio e tutte le radio Rai in HbbTV.
- 1º ottobre 2022: Rai Radio 1 torna a trasmettere come emittente radiofonica, abbandonando l'HbbTV.
- 13 ottobre 2022: Rinominato Rai Radio 2 Indie in Rai Radio Indie.
- 3 novembre 2022: Aggiunto Rai 4K in HbbTV.
- 21 dicembre 2022: Aggiunta una copia di Rai Sport + HD all'LCN 146. Eliminata Rai Radio 2 Visual Radio in HbbTv. Rai 3 SD passa in MPEG-4 e viene rinominato Rai 3 SD (provvisorio). Rai Radio 2 e Rai Radio 3 tornano a trasmettere come emittenti radiofoniche, abbandonando l'HbbTV. Rai Radio Indie viene rinominato in No Name Radio.

### 2023
- 16 gennaio 2023: Rai Sport + HD viene rinominato in Rai Sport HD.
- 16 marzo 2023: Eliminato Rai 3 SD (provvisorio) ed aggiunto Rai News 24 HD. Aggiunti Rai 4 HD e Rai 5 HD in HbbTV. Eliminata la LCN 146 a Rai Sport HD.
- 31 marzo 2023: Rinominato Rai Radio Live in Rai Radio Live Napoli.
- 28 aprile 2023: Rai Movie passa all'alta definizione e viene rinominato Rai Movie HD.
- 23 maggio 2023: Aggiunta una copia di Rai Movie HD alla LCN 524.

### 2024
- 28 agosto 2024: Eliminati Rai News 24 HD, Rai Storia, Rai 5 HD (HbbTV) e Rai Movie HD (LCN 524). Aggiunti Rai 4, Rai 5, Rai Scuola HD (HbbTV), Rai Premium HD (HbbTV) e Rai Storia HD (HbbTV). Rinominato Rai Gr Parlamento in Rai GR Parlamento.

## Servizi televisivi
Sul multiplex Rai Mux A sono presenti canali televisivi in chiaro.

### Canali televisivi
| LCN | Canale         | Note           |
| --- | -------------- | -------------- |
| 21  | Rai 4          | FTA            |
| 23  | Rai 5          | FTA            |
| 24  | Rai Movie HD   | FTA (HDTV)     |
| 25  | Rai Premium    | FTA            |
| 42  | Rai Gulp       | FTA            |
| 43  | Rai Yoyo       | FTA            |
| 48  | Rai News 24 HD | FTA            |
| 58  | Rai Sport HD   | FTA (HDTV)     |
| 101 | Rai 4K         | cartello HbbTV |
| 146 | Rai Scuola HD  | cartello HbbTV |
| 521 | Rai 4 HD       | cartello HbbTV |
| 525 | Rai Premium HD | cartello HbbTV |
| 554 | Rai Storia HD  | cartello HbbTV |

### Canali radiofonici
| LCN | Canale                       | Note           |
| --- | ---------------------------- | -------------- |
| 701 | Rai Radio 1                  | AAC            |
| 702 | Rai Radio 2                  | HE-AAC         |
| 703 | Rai Radio 3                  | HE-AAC         |
| 704 | Rai GR Parlamento            | cartello HbbTV |
| 705 | Rai Isoradio                 | cartello HbbTV |
| 706 | Rai Radio 3 Classica         | cartello HbbTV |
| 707 | Rai Radio Kids               | cartello HbbTV |
| 708 | Rai Radio Live Napoli        | cartello HbbTV |
| 709 | Rai Radio Techete'           | cartello HbbTV |
| 710 | Rai Radio Tutta Italiana     | cartello HbbTV |
| 711 | Rai Radio 1 Sport            | cartello HbbTV |
| 712 | No Name Radio powered by Rai | cartello HbbTV |